# Jonas Brothers (album)
Jonas Brothers è il secondo album in studio del gruppo musicale statunitense Jonas Brothers, pubblicato il 7 agosto 2007 dalla Hollywood Records. Il disco, a differenza del precedente lavoro della band, ha riscosso un notevole successo.

## Tracce
1. S.O.S. – 2:33 (Nick Jonas)
2. Hold On – 2:45 (Nick Jonas, Joe Jonas, Kevin Jonas)
3. Goodnight and Goodbye – 2:31 (Nick Jonas, Joe Jonas, Kevin Jonas)
4. That's Just the Way We Roll – 2:53 (Nick Jonas, Joe Jonas, Kevin Jonas, William McCauley III)
5. Hello Beautiful – 2:29 (Nick Jonas, Joe Jonas, Kevin Jonas)
6. Still in Love with You – 3:10 (Nick Jonas, Joe Jonas, Kevin Jonas)
7. Australia – 3:33 (Nick Jonas, Joe Jonas, Kevin Jonas)
8. Games – 3:21 (Nick Jonas, Joe Jonas, Kevin Jonas, John Taylor, Greg Garbowsky, Alex Noyes)
9. When You Look Me in the Eyes – 4:09 (Nick Jonas, Joe Jonas, Kevin Jonas, Sr., Kevin Jonas, PJ Bianco, Raymond Boyd)
10. Inseparable – 2:50 (Nick Jonas, Joe Jonas, Kevin Jonas, Josh Miller)
11. Just Friends – 3:07 (Nick Jonas, Joe Jonas, Kevin Jonas)
12. Hollywood – 2:49 (Nick Jonas, Joe Jonas, Kevin Jonas, John Fields)
13. Year 3000 – 3:22 (James Bourne, Charlie Simpson, Steve Robson, Matt Willis, Tom Fletcher)
14. Kids of the Future – 3:20 (Marty Wilde, Ricky Wilde, Nick Jonas, Joe Jonas, Kevin Jonas)

Tracce aggiunte nell'edizione bonus
1. Take a Breath – 3:18 (Nick Jonas, Joe Jonas, Kevin Jonas, Jess Cates)
2. We Got the Party (Hannah Montana feat. Jonas Brothers) – 3:36 (Kara DioGuardi, Greg Wells)

Jonas Edition - Bonus DVD
- Live:

1. Kids of the Future
2. Just Friends
3. S.O.S.
4. Goodnight & Goodbye
5. Hello Beautiful
6. Australia
7. That's Just the Way We Roll
8. Hollywood
9. Inseparable
10. Still in Love with You
11. Hold On
12. Year 3000

- Video Musicali:

1. S.O.S.
2. Hold On
3. Kids of the Future (Live ai Disney Channel Games del 2007)
4. Year 3000

## Classifiche

### Classifiche settimanali
| Classifiche (2007-08) | Posizione massima |
| --------------------- | ----------------- |
| Australia             | 43                |
| Austria               | 14                |
| Belgio (Fiandre)      | 7                 |
| Belgio (Vallonia)     | 11                |
| Canada                | 10                |
| Danimarca             | 9                 |
| Finlandia             | 32                |
| Francia               | 16                |
| Germania              | 19                |
| Grecia                | 21                |
| Italia                | 10                |
| Messico               | 3                 |
| Norvegia              | 20                |
| Nuova Zelanda         | 29                |
| Paesi Bassi           | 65                |
| Portogallo            | 9                 |
| Regno Unito           | 9                 |
| Spagna                | 5                 |
| Stati Uniti           | 5                 |
| Svezia                | 16                |
| Svizzera              | 53                |

### Classifiche di fine anno
| Classifica (2007) | Posizione |
| ----------------- | --------- |
| Stati Uniti       | 134       |
| Classifica (2008) | Posizione |
| Stati Uniti       | 17        |